# 石井仁司
石井 仁司（いしい ひとし、1947年10月12日 - ）は、日本の数学者。早稲田大学名誉教授。現在は、津田塾大学研究員。専門は偏微分方程式論。アメリカ数学会初代フェローに就任するなど、海外でも評価の高い日本の数学者の1人。

## 略歴
神奈川県生まれ。1970年早稲田大学理工学部物理学科卒業。1975年早稲田大学大学院理工学研究科物理学及び応用物理学専攻博士課程修了、理学博士（早稲田大学）。1975年 - 1976年早稲田大学理工学研究所奨励研究生。1976年中央大学理工学部専任講師、1981年同助教授、1989年同教授。1996年旧・東京都立大学理学部教授、1997年同大学大学院理学研究科教授。2001年早稲田大学教育学部教授。2018年、同大学を定年退職。

## 受賞・講演歴
- 1994年 - 日本数学会賞秋季賞を受賞[1]
- 2001年 - トムソンロイター社からHighly cited researchersに選出[1]
- 2006年 - ICM招待講演（マドリード）[2]
- 2012年 - アメリカ数学会フェロー[1][3]
- 2017年 - 早稲田大学大隈記念学術褒賞[1]
- 2019年 - 日本数学会小平邦彦賞[4]